# 窑河
窑河，位于安徽省中北部，是淮河的一条右岸支流，古称洛涧，今窑河由上游段沛河，中游段洛河和下游段窑河三段组成，上游段沛河发源于定远县西北西卅店镇凤阳山最高峰大金山，向南流经齐顾郑水库、朱湾镇、九梓村后折向西南进入长丰县，沛河在长丰县杜集乡以北折向西北，成为长丰、定远两县边界，是为中游洛河段，洛河北流至定远县炉桥镇以西注入高塘湖，以下是为下游窑河段，窑河于淮南市大通区上窑闸出高塘湖西北流至怀远县南部马城镇新城口村西注入淮河，河口左岸为洛河洼行洪区。全长105公里，流域面积1500平方公里。窑河水质较好，鱼产丰富，淮南市建有窑河渔场，2012年9月举办了首届淮南窑河捕鱼节。